# Bitwa morska w delcie Nilu
Bitwa morska w delcie Nilu – starcie zbrojne, które miało miejsce prawdopodobnie ok. 1175 p.n.e. w trakcie najazdu Ludów Morza. Władca Egiptu Ramzes III, wsławiony zwycięskimi wojnami z Libijczykami postanowił rozprawić się z napastnikami na wybranym przez siebie i odpowiednio przygotowanym polu walki. Ten konflikt został odnotowany na ścianach świątyni grobowej faraona Ramzesa III w Medinet Habu.

## Bitwa
Po pokonaniu Ludów Morza na lądzie, Ramzes pospieszył do Egiptu, gdzie przygotowania do ataku najeźdźców zostały już zakończone. Ramzes zwabił Ludy Morza i ich statki do ujścia Nilu, gdzie przygotował zasadzkę. 
Kapitanowie atakujących okrętów początkowo nie napotykali żadnego oporu u ujść Delty. Doszli do przekonania, że spodziewana tu flota egipska uciekła i że Egipt stoi przed nimi otworem. Śmiało wpłynęli w plątaninę wąskich kanałów dostając się tym samym w pułapkę bez wyjścia – płaskodenne okręty egipskie, znakomicie przystosowane do żeglugi na tych wodach, zaczęły spychać pełnomorskie jednostki Ludów Morza ku brzegom gęsto obsadzonym łucznikami. Napastnicy, uzbrojeni przeważnie w miecze i włócznie, musieli ulec zmasowanemu ostrzałowi z małej odległości. Zdziesiątkowane załogi nie były w stanie przeciwstawić się abordażowi i poddawały się jedna po drugiej. Starcie zakończyło się zwycięstwem Egipcjan. Ich przywódcy zostali pojmani i ścięci, a członkowie załóg zostali wzięci do niewoli.
Inskrypcja na ścianach świątyni grobowej faraona Ramzesa III w Medinet Habu:
Ci, którzy dotarli do mojej granicy, ich nasienie nie jest; ich serca i ich dusze są skończone na wieki wieków. Jeśli chodzi o tych, którzy zgromadzili się przed nimi na morzu, pełny płomień był ich frontem przed ujściami portów, a ściana metalu na brzegu otaczała ich. Byli ciągnięci, przewracani i kładzeni nisko na plaży; zabijani i składani w stosy od rufy do dziobu swoich galer, podczas gdy wszystkie ich rzeczy były wyrzucane na wodę.